# Фредерик Ащън
Сър Фредерик Уилям Маландейн Аштън (на английски: Frederick William Mallandaine Ashton) е британски балетист, балетмайстор и хореограф.
Той е сред водещите западноевропейски хореографи на своето време. Директор е на балетната трупа на Кралската опера между 1963 и 1970 г. Заедно с Кенет Макмилан е основател на английския балетен репертоар, става автор на първия английски национален балет (1926).

## Биография
Роден е в град Гуаякил, Еквадор. На 3-годишна възраст се преселва с родителите си в Лима, Перу. През 1917 г., когато е на 13 години, Аштън вижда Анна Павлова в Общинския театър в Лима и решава да стане танцьор. През 1919 г. родителите му го изпращат да учи колеж в Дувър, Великобритания, но не го завършва.
Изоставяйки колежа, Аштън се премества в Лондон, където успява да си намери работа, благодарение на познанията си по испански и френски. Взима частни уроци първо при Леонид Мясин от балета на Сергей Дягилев и след това при Мари Рамбер.
Аштън гледа, по време на лондонското турне на трупата на Дягилев, балета „Спящата красавица“ с Олга Спасивцева в ролята на принцеса Аврора и е силно впечатлен. Физическите му данни не му позволяват да стане танцьор, но Мари Рамбер открива способностите му на хореограф и му дава възможност да постави първия си балет „Трагедията на мода“. Премиерата е на 15 юни 1926 г., което го прави и първото английско национално балетно представление.
През 1939 г., за първи път в кариерата му, хореографът създава балет за чуждестранна трупа – „Ваканцията на Дявола“ (Devil's Holiday) за Руски балет Монте Карло.
Аштън е автор на хореографии за филми, драми и опери. През 1930-те години организира предимно забавни балети, а по време на Втората световна война творбите му стават по-мрачни.
През 1962 г. Аштън е удостоен с рицарско звание за неговите заслуги в областта на балета. В същата година става и кавалер на Ордена на Почетния легион.

## Постановки
- 1948 – Пепеляшка, муз. Сергей Прокофиев
- 1949 – Song Leonor, муз. Бенджамин Бритън
- 1952 – Силвия
- 1955 – Ромео и Жулиета, муз. Прокофиев, за Кралския датски театър
- 1958 – Ондин
- 1960 – Зле опазено момиче